# Comissão Interna de Prevenção de Acidentes
A Comissão Interna de Prevenção de Acidentes e de Assédio (CIPA) é, segundo a legislação brasileira, uma comissão constituída por representantes indicados pelo empregador e membros eleitos pelos trabalhadores, de forma paritária, em cada estabelecimento da empresa, que tem a finalidade de prevenir acidentes e doenças decorrentes do trabalho, de modo a tornar compatível permanentemente o trabalho com a preservação da vida e a promoção da saúde do trabalhador.

## Características
A CIPA tem suporte legal  no artigo 163 da Consolidação das Leis do Trabalho e na Norma Regulamentadora nº 5 (NR 5), aprovada pela Portaria nº 08/99 , da Secretaria de Segurança e Saúde no Trabalho do Ministério do Trabalho e Emprego. A NR-5 trata do dimensionamento, processo eleitoral, treinamento e atribuições da CIPA.
As empresas devem constituir Comissão Interna de Prevenção de Acidentes nos estabelecimentos que se enquadrem no Quadro I  da NR 05, de acordo com a atividade econômica e o número de empregados.
A CIPA deverá ter mandato de um ano, e ser assim constituída: igual número de representantes do empregador (indicados pela empresa) e de representantes dos empregados (eleitos); o presidente da CIPA deve ser escolhido pela empresa, dentre os membros por ela indicados; o vice-presidente da CIPA deve ser eleito dentre os representantes eleitos titulares, em eleição de que participam todos os representantes eleitos, inclusive os suplentes; o secretário da CIPA pode ser escolhido entre os membros da Comissão ou até mesmo ser um funcionário que dela não faça parte, mas seu nome precisa ser necessariamente aprovado por todos os "cipeiros", eleitos e indicados. Cabe ao presidente e ao vice-presidente da CIPA mediar conflitos, elaborar o calendário de reuniões ordinárias e constituir comissão eleitoral para regular o processo de eleição da CIPA subsequente. Cabe ao secretário da CIPA elaborar as atas das reuniões ordinárias da Comissão.
A documentação referente o processo eleitoral da CIPA, incluindo as atas de eleições e de posse e o calendário anual das reuniões ordinárias, deve ficar nas dependências da empresa á disposição da fiscalização do Ministério do Trabalho e Emprego.
A CIPA não poderá ter seu número de representantes reduzido, bem como não poderá ser desativada pelo empregador antes do término do mandato de seus membros, ainda que haja redução do número de empregados da empresa, exceto no caso de encerramento das atividades do estabelecimento.(Alterado pela portaria SIT n° 247, de 12 de julho de 2011.) Quando o estabelecimento não se enquadra na obrigatoriedade de constituição de CIPA, é exigida a designação de uma pessoa com o treinamento específico, para desempenhar as atribuições da comissão.

## Atuação
O objetivo da CIPA é "observar e relatar as condições de risco nos ambientes de trabalho e solicitar medidas para reduzir até eliminar os riscos existentes e/ou neutralizar os mesmos..." Sua missão é, portanto, a preservação da saúde e integridade física dos trabalhadores. 
Seu papel mais importante é o de estabelecer uma relação de diálogo e conscientização, de forma criativa e participativa, entre gerentes e empregados, em relação à forma como os trabalhos são realizados, objetivando sempre melhorar as condições de trabalho, visando a humanização do trabalho. Não obstante, a CIPA é um órgão supra corporativo e independente, não subordinado a nenhuma área da empresa nem a nenhum funcionário desta.

## Garantia de emprego
A Consolidação das Leis do Trabalho e a Constituição Federal brasileira garantem aos membros titulares da CIPA eleitos (os representantes dos empregados) dois anos de estabilidade no emprego, durante os quais só poderão ser desligados através de demissão por justa causa. O período de estabilidade, na verdade, tem uma duração um pouco maior do que dois anos: vai do momento de registro da candidatura do empregado à CIPA até um ano após o término de seu mandato. 
Hoje é reconhecida também a estabilidade do suplente eleito, conseguida através de jurisprudência. O membro titular perderá o mandato, sendo substituído por suplentes, quando faltar a mais de quatro reuniões ordinárias sem justificativa.